# Quinque viae

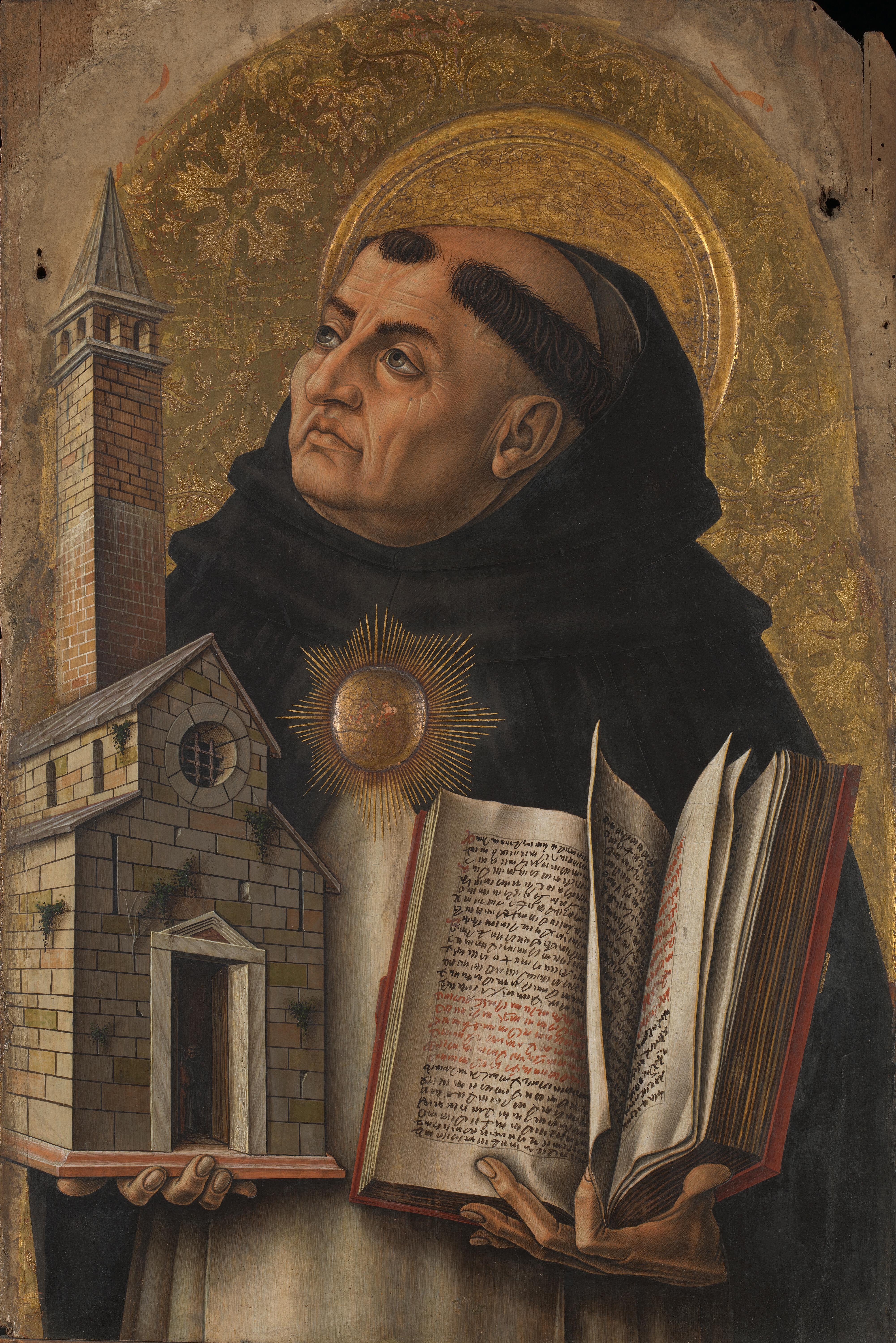
Thomas av Aquino.

Quinque viae (latin, "fem vägar" eller "fem sätt") avser de fem filosofiska argument beträffande Guds existens, som den romersk-katolske filosofen och teologen Thomas av Aquino sammanfattar i sitt verk Summa Theologica (I. 2, 3). Flera av dessa argument beskrivs mera utförligt i Summa contra Gentiles.